# Giraffa camelopardalis
Girafa nordică (Giraffa camelopardalis), cunoscută și ca girafa cu trei coarne, este specia tip de girafă, G. camelopardalis, și este originară din Africa de Nord, deși ipoteze taxonomice alternative au propus girafa nordică ca specie separată.
Odinioară abundente în toată Africa începând cu secolul al XIX-lea, girafele nordice trăiau din Senegal, Mali și Nigeria, din Africa de Vest până în nordul Egiptului. Girafele similare din Africa de Vest⁠(d) au trăit în Algeria și Maroc în perioade străvechi, până la dispariția lor din cauza climatului uscat saharian.
Uniunea Internațională pentru Conservarea Naturii (IUCN) consideră că girafele sunt  vulnerabile la dispariție, cu aproximativ 97.000 de exemplare sălbatice în viață în 2016, dintre care 5.195 sunt girafe nordice.

## Taxonomie și evoluție
Schema taxonomică IUCN actuală enumeră o specie de girafă cu numele G. camelopardalis și nouă subspecii. Un studiu de secvențiere a întregului genom sugerează girafa nordică ca specie separată și postulează existența a trei subspecii distincte și, mai recent, a unei subspecii dispărute.
| Imagine | Subspecie                                 | Descriere | Distribuție                                                                                   |
| ------- | ----------------------------------------- | --- | --------------------------------------------------------------------------------------------- |
|         | Girafa Kordofan⁠(d) (G. c. antiquorum)     | Petele sale pot fi găsite sub tibie și în interiorul picioarelor. O umflătură mediană este prezentă la masculi.                                                           | sudul Ciadului, Republica Centrafricană, nordul Camerunului și nord-estul RD Congo.           |
|         | Girafa nubiană⁠(d) (G. c. camelopardalis)  | Are pete de culoare castanie bine definite, înconjurate de linii mai ales albe, în timp ce partea inferioară nu prezintă pete. Include ecotipul girafei lui Rothschild⁠(d) | estul Sudanului de Sud și sud-vestul Etiopiei, în plus față de Kenya și Uganda.               |
|         | Girafa vest-africană⁠(d) (G. c. peralta)   | Acest animal are un pelaj mai deschis decât alte subspecii, cu pete roșii în formă de lobi care ajung până sub tibie.                                                     | sud-vestul Nigerului                                                                          |
|         | Girafa senegaleză⁠(d) (G. c. senegalensis) | Avea pete maro închis, cu un contur clar. Corpul avea dimensiuni aproape uniforme.                                                                                        | a dispărut; anterior a făcut parte din Senegal, Gambia, Mali și Mauritania până în anii 1970. |

## Descriere

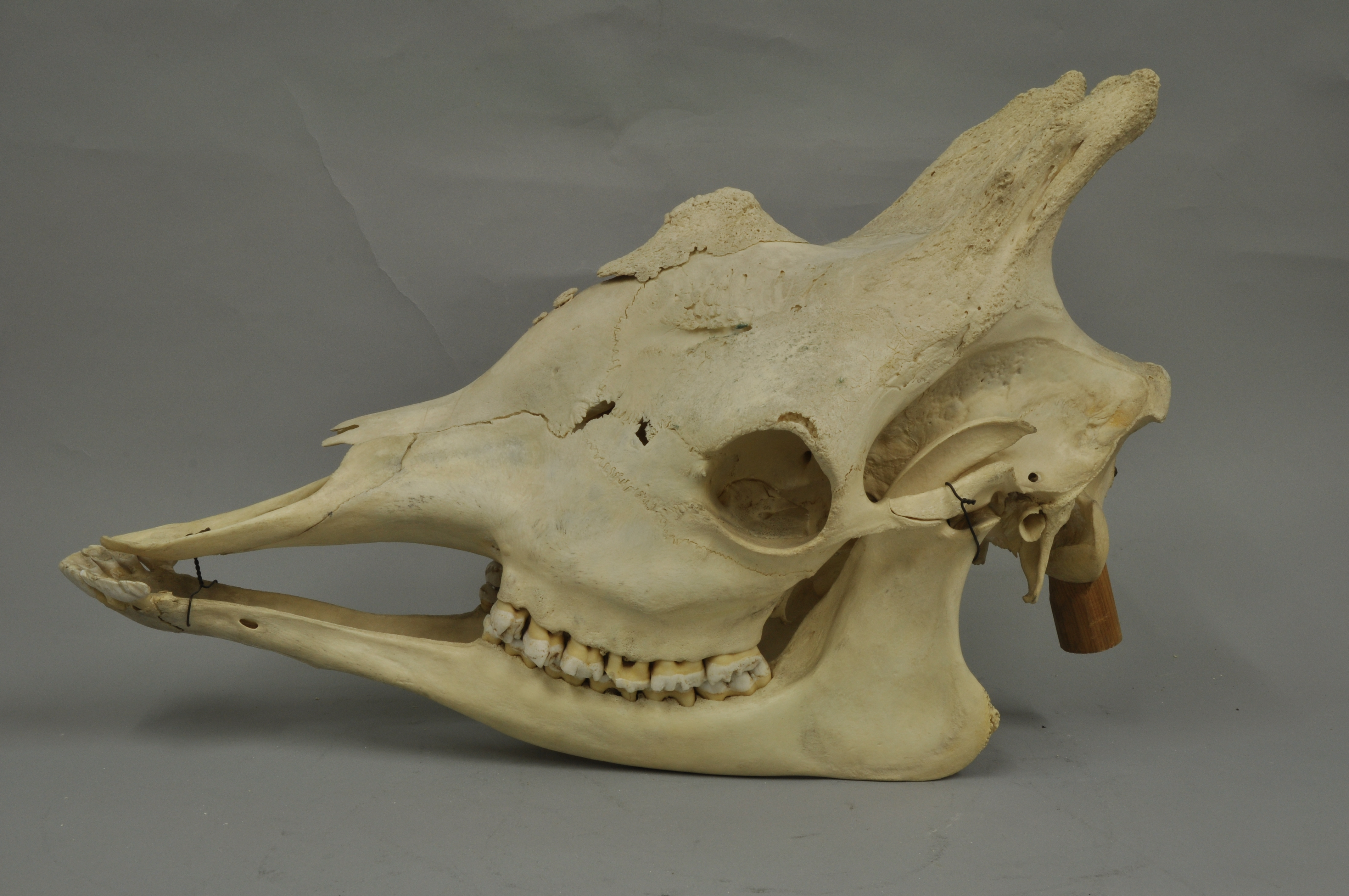
Craniul unei girafe nordice, care prezintă ossicone pe frunte

Adesea confundate cu girafele sudice, girafele nordice pot fi diferențiate prin forma și mărimea celor două protuberanțe distinctive asemănătoare unui corn, cunoscute sub numele de Ossicone⁠(d) de pe fruntea lor; acestea sunt mai lungi și mai mari decât cele ale girafelor sudice. Girafele nordice taurine au un al treilea ossicon cilindric în centrul capului, chiar deasupra ochilor, care are o lungime cuprinsă între 3 și 5 centimetri.

## Distribuție și habitat
Girafele nordice trăiesc în savană, tufișuri și păduri. După numeroase extincții locale, girafele nordice sunt cea mai puțin numeroasă specie de girafe și cea mai periclitată. În Africa de Est, se întâlnesc mai ales în Kenya și sud-vestul Etiopiei și rar în nord-estul Republicii Democratice Congo și Sudanul de Sud. În Africa Centrală, există aproximativ 2.000 de exemplare în Republica Centrafricană, Ciad și Camerun. Cândva larg răspândite în Africa de Vest, câteva sute de girafe nordice sunt izolate în Rezervația Dosso din Kouré, Niger. Acestea sunt izolate în Sudanul de Sud, Kenya, Ciad și Niger. De obicei, trăiesc atât în interiorul, cât și în exteriorul ariilor protejate.
Primele zone de răspândire ale girafelor nordice se aflau în Ciad în timpul Pliocenului târziu. Cândva abundente în Africa de Nord, girafele au trăit în Algeria de la începutul Pleistocenului în perioada cuaternară. Au trăit în Maroc, Libia și Egipt până la dispariția lor în jurul anului 600 d.Hr., deoarece clima uscată din Sahara a făcut imposibile condițiile de viață ale girafelor. Oase și fosile de girafă au fost găsite în aceste țări.